# Tatyana Chebykina
Tatyana Chebykina (née le 22 novembre 1968) est une athlète russe spécialiste du 400 mètres. Elle est mariée au marcheur Nikolay Matyukhin.

## Palmarès

### Championnats du monde d'athlétisme
- Championnats du monde d'athlétisme 1995 à Göteborg,  Suède
  -  Médaille d'argent du relais 4 × 400 m
- Championnats du monde d'athlétisme 1999 à Séville,  Espagne
  -  Médaille d'or du relais 4 × 400 m

### Championnats du monde d'athlétisme en salle
- Championnats du monde d'athlétisme en salle 1995 à Barcelone,  Espagne
  -  Médaille d'or du relais 4 × 400 m
- Championnats du monde d'athlétisme en salle 1997 à Paris,  France
  -  Médaille d'or du relais 4 × 400 m
- Championnats du monde d'athlétisme en salle 1999 à Maebashi,  Japon
  -  Médaille d'or du relais 4 × 400 m

### Championnats d'Europe d'athlétisme en salle
- Championnats d'Europe d'athlétisme en salle 1996 à Stockholm,  Suède
  -  Médaille de bronze sur 400 m

## Record
Sa meilleure performance sur 400 mètres en plein air est de 51 s 01, réalisée à Fukuoka en 1995.